# Hans Pesser
Johann Pesser, noto come Hans Pesser (Vienna, 7 novembre 1911 – 12 agosto 1986), è stato un allenatore di calcio e calciatore austriaco, di ruolo centrocampista.

## Palmarès

### Giocatore

#### Competizioni nazionali
- Campionato austriaco: 4

Rapid Vienna: 1934-1935, 1937-1938, 1939-1940, 1940-1941
- Campionato tedesco: 1

Rapid Vienna: 1940-1941
- Coppa di Germania: 1

Rapid Vienna: 1938

### Allenatore

#### Competizioni nazionali
- Campionato austriaco: 7

Raid Vienna: 1945-1946, 1947-1948, 1950-1951, 1951-1952
Wiener SK: 1957-1958, 1958-1959
Admira Vienna: 1965-1966
- Coppa d'Austria: 3

Rapid Vienna: 1945-1946
Admira Vienna: 1963-1964, 1965-1966

#### Competizioni internazionali
- Coppa Mitropa: 1

Rapid Vienna: 1951